# Sede Ja’akow
Sede Ja’akow (hebr. שדה יעקב; ang. Sde Ya'akov) – moszaw położony w Samorządzie Regionu Emek Jizre’el, w Dystrykcie Północnym, w Izraelu.

## Położenie
Moszaw Sede Ja’akow jest położony na niewielkim wzgórzu (na wysokości od 50 do 80 metrów n.p.m.) w zachodniej części intensywnie użytkowanej rolniczo Doliny Jezreel, w Dolnej Galilei na północy Izraela. Na zachód od osady wznoszą się wzgórza oddzielające Dolinę Jezreel od Emek Zewulun i Zatoki Hajfy. Z tych wzgórz spływa przepływający na północ od moszawu strumień Tiwon. Łączy się on z przepływającym na wschodzie strumieniem Betlejem, który wpada na południu do rzeki Kiszon. W jego otoczeniu znajduje się miasto Jokne’am, miasteczka Kirjat Tiwon i Ramat Jiszaj, moszawy Bet Zajid, Bet Sze’arim i Kefar Jehoszua, moszawa Jokne’am, oraz kibuc Allonim.
Sede Ja’akow jest położony w Samorządzie Regionu Emek Jizre’el, w Poddystrykcie Jezreel, w Dystrykcie Północnym Izraela.

## Historia

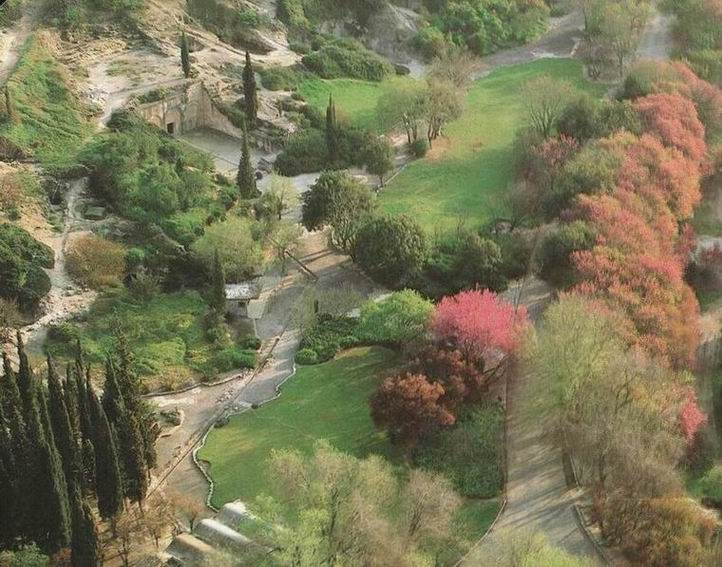
Park Narodowy Bet Sze’arim

W wyniku I wojny światowej w 1918 roku cała Palestyna przeszła pod panowanie Brytyjczyków, którzy w 1922 roku formalnie utworzyli na tym obszarze Mandat Palestyny. Stworzyło to warunki do rozwoju osadnictwa żydowskiego w Palestynie. W latach 20. XX wieku organizacje syjonistyczne wykupiły znaczne grunty w Dolinie Jezreel. W takich okolicznościach w 1927 roku został założony moszaw Sede Ja’akow. Była to pierwsza osada założona w Ziemi Izraela przez religijną organizację syjonistyczną Mizrachi. Została nazwana na cześć rabina Jakoba Reinesa, głównego ideologa i założyciela Mizrachi. Pierwszymi mieszkańcami moszawu byli żydowscy imigranci z Europy Wschodniej. Wieś zaprojektowano dla 50 gospodarstw, a po 1945 roku powiększono ją do 60 gospodarstw. W poszukiwaniu skutecznego rozwiązania narastającego konfliktu izraelsko-arabskiego w dniu 29 listopada 1947 roku została przyjęta Rezolucja Zgromadzenia Ogólnego ONZ nr 181. Zakładała ona między innymi, że moszaw Sede Ja’akow miał znaleźć się w granicach nowo utworzonego państwa żydowskiego. Arabowie odrzucili tę rezolucję i dzień później doprowadzili do wybuchu wojny domowej w Mandacie Palestyny. Na samym jej początku siły Arabskiej Armii Wyzwoleńczej zajęły pobliskie wioski i sparaliżowały żydowską komunikację w regionie. Dopiero działania podjęte przez siły żydowskie podczas I wojny izraelsko-arabskiej umożliwiły im przejęcie kontroli nad całą Doliną Jezreel, co stworzyło dogodne warunki dla dalszego rozwoju osadnictwa. W latach 80. XX wieku moszaw znalazł się w głębokim kryzysie gospodarczym. Zmusiło to jego mieszkańców do przeprowadzenia restrukturyzacji i częściowej prywatyzacji. W 2008 roku w północno-wschodniej części osady wybudowano nowe osiedle mieszkaniowe, którego mieszkańcy są członkami społeczności.

## Demografia
Większość mieszkańców moszawu jest Żydami. Tutejsza populacja w większości jest religijna, identyfikuje się z judaizmem:

## Gospodarka i infrastruktura
Gospodarka moszawu opiera się na intensywnym rolnictwie. Poza polowymi uprawami rolniczymi uprawia się także warzywa, maliny i oliwki. Tutejsza winnica (powstała w 2006 r.) produkuje około 800 butelek wina rocznie. Dodatkowo jest gospodarstwo mleczne oraz hodowla bydła i drobiu. Część mieszkańców dojeżdża do pracy poza moszawem. W moszawie jest przychodnia zdrowia, sklep wielobranżowy oraz warsztat mechaniczny.

## Transport
Z moszawu wyjeżdża się na północny zachód na drogę nr 722, którą jadąc na północ dojeżdża się do drogi ekspresowej nr 75, lub jadąc na południowy zachód dojeżdża się do węzła drogowego z drogą ekspresową nr 70 i drogą nr 66.

## Edukacja i kultura
Moszaw utrzymuje przedszkole. Dodatkowo jest tutaj szkoła podstawowa, do której dowożone są dzieci z okolicznych wiosek. Przy wjeździe do moszawu jest edukacyjna wieś młodzieżowa Newe Ami’el. Od 1980 roku bardzo aktywna jest tutaj żydowska młodzieżowa organizacja religijna Bene Akiwa. W moszawie jest ośrodek kultury z biblioteką, sala sportowa i boiska. W moszawie jest także synagoga (od 2010 r. zamknięta przez nadzór budowlany) i mykwa. Przy wjeździe do wsi znajduje się jesziwa Tiwat Ja’akow.

## Turystyka
Największą lokalną atrakcją jest labirynt. Jest on położony na zachód od moszawu i zajmuje powierzchnię 9 hektarów. Długość ścieżek labiryntu wynosi 3,2 km. W jego otoczeniu urządzono pełne zaplecze rekreacyjne, z placem zabaw dla dzieci, miejscami piknikowymi i gastronomią. Na wzniesieniach położonych na zachód od moszawu znajduje się Park Narodowy Bet Sze’arim. Ta starożytna nekropolia jest najważniejszym żydowskim miejscem pochówku z okresu talmudycznego. Badania archeologiczne w Bet Sze’arim rozpoczęto w 1880 roku. Odkryto wówczas liczne groby i katakumby, nie prowadzono jednak wykopalisk. W 1936 roku odkryto wejście do jaskini z labiryntem katakumb. W następnych latach prowadzono tutaj liczne badania archeologiczne. katakumby zgłoszono w 2002 roku na listę światowego dziedzictwa UNESCO. Teren jest chroniony przez Park Narodowy Bet Sze’arim.